# Pugmiclan
Pugmiclan, prononciat [pymi'klan] en occità local, (en francès Puymiclan) és un municipi francès situat al departament d'Òlt i Garona i a la regió de la Nova Aquitània.

## Demografia
| 1962                                       | 1968 | 1975 | 1982 | 1990 | 1999 | 2007 | 2014 |
| ------------------------------------------ | ---- | ---- | ---- | ---- | ---- | ---- | ---- |
| 690                                        | 657  | 602  | 575  | 565  | 568  | 545  | 631  |
| Des de 1962: població sense dobles comptes |      |      |      |      |      |      |      |

## Administració
| Període   | Identitat     | Partit |
| --------- | ------------- | ------ |
| 1985-2008 | Pierre Camani | PS     |
| 2008-     | Michel Feyry  |        |

## Monument

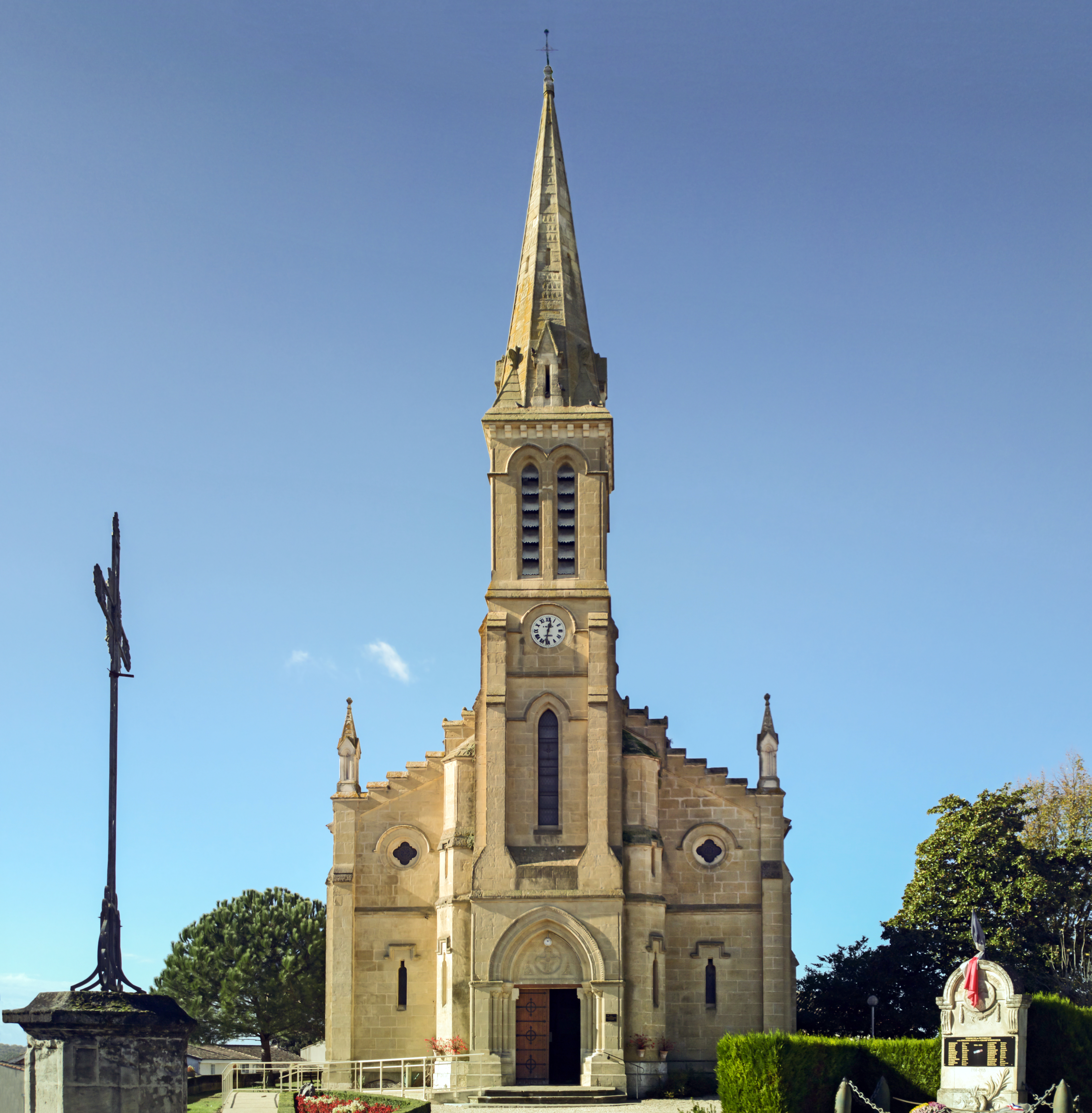
Església de Nòstra Dòna dels Pins
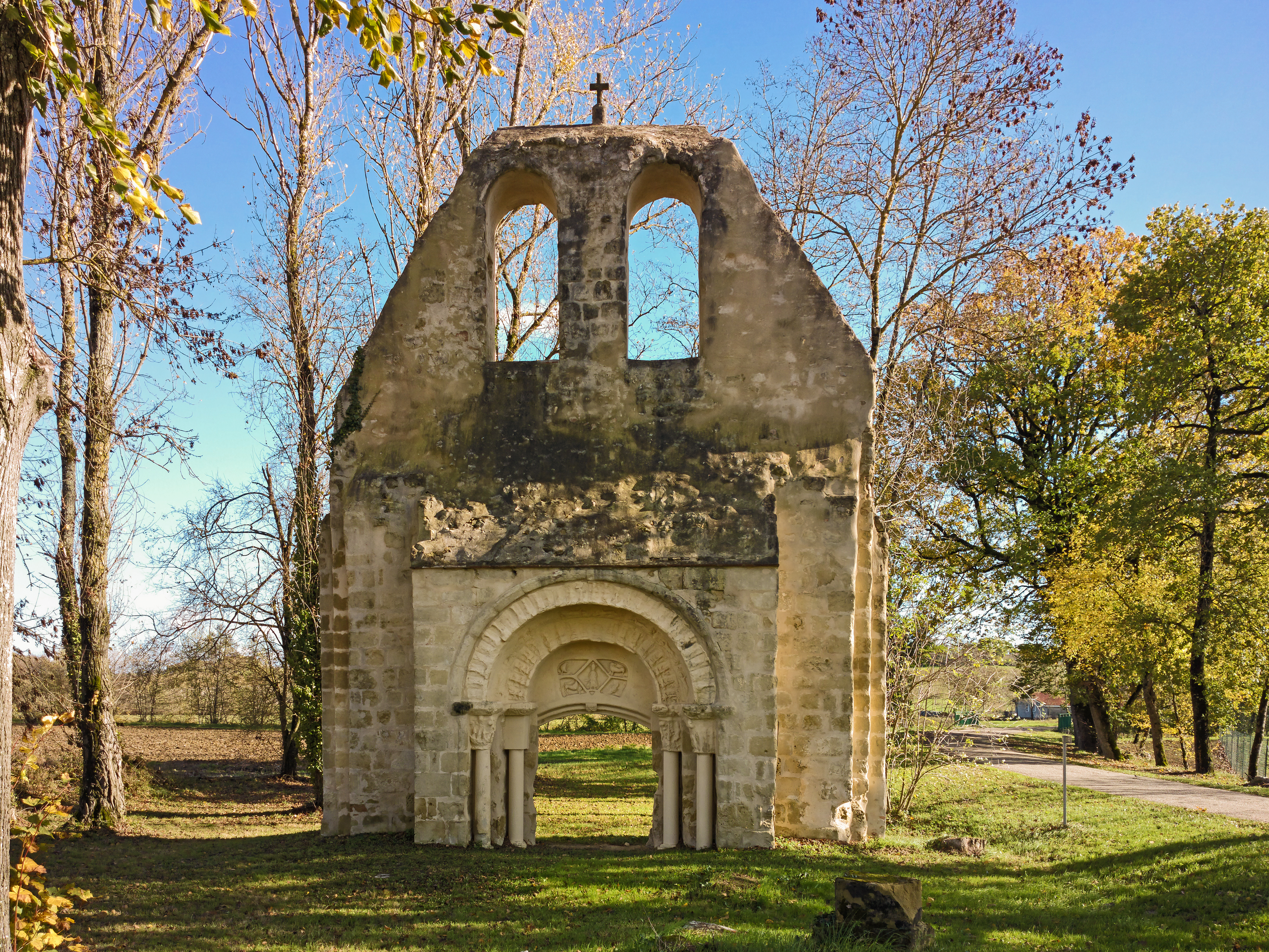
Església de Sent Pèir de Londres
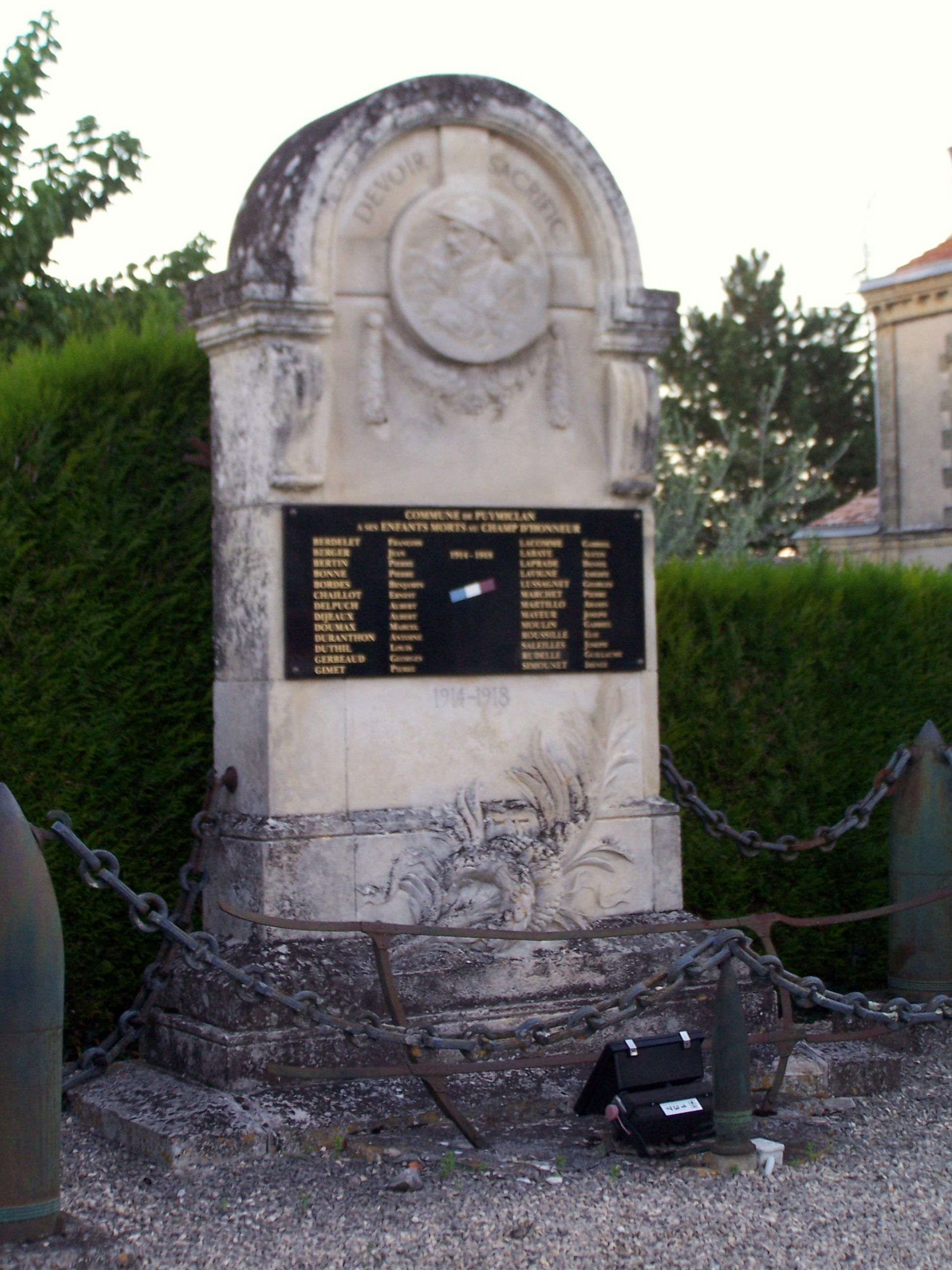
Monument de la guerra